# Maria Anna av Österrike (1738–1789)
Maria Anna av Österrike, född 6 oktober 1738, död 19 november 1789, abbedissa av klostret i Prag. Dotter till Maria Teresia av Österrike och Frans I. Hon kallades allmänt Marianne. 

## Biografi
Maria Anna beskrivs som sin fars favorit och delade hans intresse för vetenskap. Hon led av dålig hälsa och drabbades 1757 av en svår lunginflammation, som för alltid försvagade hennes andhämtning, och led av en fusion på ryggraden som gav henne en puckelrygg. Man lyckades inte arrangera ett äktenskap åt henne och modern gjorde henne 1766 till abbedissa för Theresianisches Adeliges Damenstift i Prag, vilket gav henne ett underhåll och gjorde henne ekonomiskt oberoende. 
Hon föredrog dock klostret i Klagenfurt, där hon lät uppföra ett palats 1771 och var permanent bosatt från 1780. Hon slutförde faderns myntsamling och skrev en bok om moderns politik, finansierade sociala projekt, arkeologiska utgrävningar och ägnade sig åt experiment inom kemi och fysik, teckna och måla akvarell och understödja vetenskapare och konstnärer. Hennes mentor var Ignaz von Born. Hon betraktades med ogillande inom societeten på grund av sina intressen, som ansågs opassande för kvinnorollen, men uppskattades av den vetenskapliga och konstnärliga världen. Hon insjuknade i andningsbesvär 1788 och avled året därpå.   
Hon blev hedersledamot av Wiens konstakademi 1767 och invald ledamot av Konstakademien i Florens 1769.